# Тутаки (Решетиловский район)
Тутаки (укр. Тутаки) — село,
Покровский сельский совет,
Решетиловский район,
Полтавская область,
Украина.
Код КОАТУУ — 5324280912. Население по переписи 2001 года составляло 1 человек.

## Географическое положение
Село Тутаки находится на левом берегу реки Говтва,
выше по течению на расстоянии в 0,5 км расположено село Покровское,
ниже по течению на расстоянии в 1,5 км расположено село Дмитренки,
на противоположном берегу — село Шкурупии.
Река в этом месте извилистая, образует лиманы, старицы и заболоченные озёра.
Рядом проходят автомобильная дорога Т-1721 и
железная дорога, станция Решетиловка в 1,5 км.